# Здравоохранение в Израиле
Здравоохранение в Израиле — система услуг, предоставляемая медицинскими учреждениями в Израиле населению страны.
Система здравоохранения в Израиле считается одной из самых передовых в мире. 8,3 % от ВНП Израиля расходуется на здравоохранение. Различные правительственные законы защищают права больных, тем самым ставя пациента в центр лечебного процесса. Жители государства Израиль пользуются широким спектром медицинских услуг, предоставляемых больничными кассами, от семейных консультаций «Типат Халав» (טיפת חלב) до профилактики смертельно опасных заболеваний.

## История
Согласно Галахе, святость человеческой жизни является основополагающим принципом, укрепление здоровья и лечение заболеваний — одни из важнейших законов иудаизма. «Каждый, спасающий одну жизнь, спасает целый мир», — сказано в Мишне и в Вавилонском Талмуде.
В Иерусалимском Храме была должность врача. Древний медицинский трактат «Сефер Асаф Ха-Рофе» написан на иврите в VI веке. Первая больница в Эрец-Исраэль, известная как «Орден госпиталя Св. Иоанна в Иерусалиме», действовала уже в эпоху крестоносцев и предоставляла лечение мужчинам и женщинам разных религий, причём еврейские пациенты обеспечивались кошерной едой.

### Османская империя
К началу XIX века в Иерусалиме практически не было медицинских учреждений. В 1844 году по инициативе сефардской общины города и при финансовой помощи сэра Мозеса Монтефиоре была открыта первая еврейская больница. В том же году Лондонское еврейское общество (LJS) основало в городе миссионерскую больницу. В 1854 году Джеймс Майер Ротшильд открыл в Иерусалиме новую еврейскую больницу. В период Османской империи важную роль в развитии медицинских служб Эрец-Исраэль сыграло семейство Ротшильдов, а позднее женская сионистская организация Америки Хадасса под руководством Генриетты Сольд.
Первая еврейская больничная касса «Клалит» была основана в 1911 году для оказания медицинских услуг рабочим, прибывшим в Эрец-Исраэль со Второй алиёй. В то время Клалит являлась ведущим медицинским учреждением ишува, она действовала в соответствии с так называемой «бисмаркской» моделью (участие предпринимателей в медицинском страховании) и руководствовалась принципами равенства и взаимопомощи.
В 1912 году еврейские врачи Палестины начали создавать своё профессиональное объединение, превратившееся впоследствии в Профсоюз врачей Израиля. В 1914 году число этих врачей достигло 60 человек. В Османской империи женщины-врачи не допускались на государственную службу. Тем не менее, оценивая заслуги доктора Елены Каган в лечении жителей Иерусалима, турецкие власти пригласили её работать в муниципальной больнице города.
Накануне Первой мировой войны в одном только Иерусалиме действовало 19 больниц, из которых 6 было еврейскими и 12 христианскими. Медицинские учреждения в основном были благотворительными, и в стране практически не существовало централизованной системы здравоохранения.

### Британский мандат
С началом британского правления в Эрец-Исраэль в 1917—1918 годах был учреждён департамент здравоохранения. Вначале департамент был частью военной администрации, позднее он действовал в рамках мандата, полученного Британией для воссоздания национального дома еврейского народа. Исполнительный орган ишува Ваад Леуми, признанный Верховным комиссаром Палестины в качестве уполномоченного представителя евреев в Эрец-Исраэль, создал свой отдел здравоохранения, который действовал параллельно с мандаторным департаментом. Отдел здравоохранения Ваада сотрудничал с соответствующими отделами Всемирной сионистской организации и Еврейского агентства и в разное время эти отделы возглавлял Авраам Каценельсон.

#### Департамент здравоохранения
Первыми шагами британского департамента стали меры по улучшению водоснабжения и канализации, создание санитарной инфраструктуры, борьба с малярией и прививки против натуральной оспы. Мандаторный департамент расширил профилактические услуги, что позволяло сократить расходы на госпитализацию и лечение. Был создан эффективный управленческий аппарат и приняты законы, регулирующие многие сферы здравоохранения. Британцы, докладывая об успехах в сфере здравоохранения Палестины, подчёркивали свои заслуги в борьбе с малярией, профилактике глазных болезней и улучшении водоснабжения. Мандатная комиссия Лиги Наций критиковала мандатные власти за низкие расходы её бюджета на здравоохранение, которые составляли в 1925 году 100,000 фунтов, в то время как расходы еврейского ишува на эту цель составляли 150,000 фунтов.

#### Отдел здравоохранения
Деятельность отдела здравоохранения распространялась на еврейский ишув, и он являлся исполнительным органом сначала Сионистской организации, а затем самого ишува. Отдел здравоохранения координировал и контролировал работу еврейских медицинских учреждений и представлял интересы ишува перед мандатными властями, британским министерством по делам колоний и Мандатной комиссией Лиги Наций. Выступая перед Комиссией Пиля в 1936 году, Авраам Каценельсон отметил, что мандатные власти выделили еврейским медицинским службам всего 60,000 фунтов, в то время как Еврейское агентство выделило на здравоохранение 290,000 фунтов и еврейское население уплатило за медицинскую страховку 200,000 фунтов. Во время мандата в стране не было арабских и мусульманских больниц, и медицинские услуги арабскому населению предоставляли в основном мандатные власти и миссионерские больницы. Мандаторный департамент предпочитал принимать на свою службу врачей-арабов, которые составляли 66 % всех врачей департамента, хотя насчитывали всего 7,2 % от всех врачей Палестины.

#### Медицинская организация Хадасса
Значительный вклад в развитие медицинской инфраструктуры страны внесла Медицинская организация Хадасса (HMO), основанная Генриеттой Сольд в 1920 году. HMO и предшествующее ей Американское Сионистское Медицинское Подразделение (AZMU), действовавшее в Эрец-Исраэль с 1918 года, были созданы по инициативе американской женской организации «Хадасса». В 1918 году AZMU учредило первую в стране школу для подготовки дипломированных медсестёр. Во многих районах Палестины HMO открыла свои клиники и больницы. В некоторых местных отделениях Хадассы большинство пациентов были арабами. Примером может служить больница в Хевроне, где до погрома лечилось больше арабов, чем евреев. В 1939 году HMO завершает строительство Медицинского центра при Иерусалимском университете на горе Скопус. После 1929 года HMO решила сосредоточить свои усилия на проектах в Иерусалиме и передать медицинские учреждения в других регионах муниципальным властям, однако её деятельность по развитию медицинских услуг по всей стране стала образцом для её последователей.

#### Больничные кассы
В декабре 1920 года был создан Гистадрут и больничные кассы объединились под его контролем в кассу «Клалит». В это время лишь незначительная часть населения, в основном молодые рабочие, имели членство в кассе. В последующие годы касса «Клалит» расширила свою деятельность и наряду со страховкой начала предоставлять медицинские услуги в поликлиниках и больницах, основанных при поддержке Медицинской организация Хадасса и отдела здравоохранения. К 1936 году в рамках кассы «Клалит» было занято 170 врачей, в то время как в «Хадассе» — 60 врачей. К концу 1948 года услугами кассы пользовались 42 % еврейского населения и еще 11 % пользовались услугами других больничных касс. Модель работы «Клалит» обязывала её членов пользоваться районными поликлиниками и не допускала свободного выбора врача. Эта модель основывалась на том, что все врачи равноправны и всем членам кассы положены одинаковые услуги.
После 1930 года Гистадрут в значительной мере контролировался партией МАПАЙ, а после введения «единого сбора» (с ивр. — «мас ахид») в 1935 году необходимым условием для получения медицинской страховки в «Клалит» было членство в Гистадруте. Часть единого сбора являлась платой за медицинскую страховку, другая часть шла на нужды Гистадрута. Впоследствии с января 1995 года касса «Клалит» была отделена от Гистадрута.
Тесная связь между больничной кассой «Клалит» и политическими институтами вынудила часть ишува воздержаться от присоединения к этой кассе, что стимулировало создание больничных касс, использующих иную модель работы. Так были созданы больничные кассы «Амамит» (1931 год), «Леумит» (1933), «Мерказит» (1939), «Маккаби» (1941), «Оцар ха-рофим» (1942) и другие.

#### Частный сектор
Медицинская организация Хадасса и больничная касса «Клалит» выступали против частного обслуживания в здравоохранении. Приход к власти нацистов в Германии в 1933 году вызвал большую волну репатриации немецких евреев, среди которых было немало врачей. Если в 1930 году в палестинском ишуве было 461 врачей, то в 1935 году одних только зарегистрированных врачей насчитывалось 1.849. Число врачей значительно превышало спрос на них в мандаторной и общественной сферах. Многие врачи-репатрианты из Германии были сторонниками сочетания общественного здравоохранения с частным медицинским обслуживанием и поддерживали свободный выбор врача и медицинского учреждения. Большинство врачей-репатриантов открыли частную практику, в одном только Тель-Авиве в 1936 году действовало 187 частных клиник. В 1934 репатрианты из Германии основали частную больницу Ассута и страховую компанию «Шилоах», медицинское страхование которой давало право на свободный выбор врача и медучреждения. К инициативам репатриантов в эти годы также относится создание в стране фармацевтической промышленности, наиболее известным представителем которой является компания «Тева».

## Законодательство
- Указ об общественном здравоохранении 1940 года[39]
- Указ об общественном здравоохранении (пищевые продукты) [новая версия] 1983 года[40]
- Закон о государственном страховании здоровья 1994 года[41]
- Закон о службе «Маген Давид Адом» 1950 года[42]
- Указ о врачах [новая версия] 1976 года[43]
- Установление об общественном здравоохранении (сестринский персонал в поликлиниках) 1981 года[44]
- Установление об общественном здравоохранении (сестринский персонал в больницах) 1988 года[45]
- Указ о фармацевтах [новая версия] 1981 года[46]
- Указ об акушерках[47]
- Закон о регулировании медицинской деятельности 2008 года[48]
- Закон о правах пациентов 1996 года[49]
- Закон о лечении душевнобольных 1991 года[50]
- Закон о пересадке органов 2008 года[51]
- Закон о генетической информации 2000 года[52]
- Закон о запрете генетического вмешательства (клонирование людей и генетические изменения в клетках размножения) 1999 года[53]
- Закон о неизлечимых больных 2005 года[54]

## Статистика смертности
По данным Центрального статистического бюро за 2016 год основными причинами смерти 43 966 израильтян являлись: онкологические заболевания — 25,2 % смертей, сердечно-сосудистые заболевания — 14,6 %, инсульт — 5,2 %, сахарный диабет — 5,2 %, болезни нижних дыхательных путей — 2,8 %, внешние причины (травмы, убийства) — 4,1 %, болезни почек — 3,8 %, воспаления лёгких — 2,6 %, повышенное давление — 2,4 %.
В 2011 году в Израиле зарегистрировано 28077 случаев онкологических заболеваний. В 24992 случаях диагностированы агрессивные формы рака, подразумевающие образование метастаз. Примерно такие же данные были получены и в предыдущие годы. Наиболее часто встречающийся диагноз у мужчин-евреев — рак предстательной железы, у мужчин-арабов — рак легких. У женщин — и у евреек, и у арабок — самая распространенная форма рака — рак молочной железы. Заболевания агрессивными формами рака снижаются и за последние 20 лет уменьшились примерно на 20 %. Тем не менее, в 2011 году от рака в Израиле скончались 10287 человек.

## Больничные кассы
В Израиле существуют четыре больничные кассы: Клали́т, Макка́би, Меухе́дет и Леуми́т.

### Клалит
Самой крупной и старейшей больничной кассой в Израиле является Клалит. Она основана в 1911 году профсоюзом сельскохозяйственных рабочих. Первая поликлиника, обслуживающая больных, была организована возле Петах-Тиквы и размещалась она в обычной палатке. Клалит владеет десятками больниц и тысячами поликлиник по всему Израилю. В больничной кассе застраховано более 50 % населения Израиля. До 1993 года Клалит являлась частью Гистадрута.

### Маккаби
Больничная касса Маккаби была основана в 40-х годах XX века как альтернатива профсоюзной кассе Клалит. Она обслуживала пациентов в больших городах Израиля и практически не была представлена на периферии. С начала 90-х годов Маккаби стала второй по численности застрахованных пациентов больничной кассой Израиля. Маккаби приобрела сеть частных клиник Асута и обслуживает более 2 млн граждан (1.09.2015).

### Меухедет
Больничная касса Меухедет основана в 1974 году, путём слияния двух больничных касс Амамит и Ционим Клалиим. Помимо больницы Мисгав-Ладах в Иерусалиме, основанной ещё в XIX веке бароном Майером Ротшильдом, Меухедет владеет несколькими гостиницами и сетью домов престарелых по всему Израилю.

### Леумит
Больничная касса Леумит основана в 1933 году представителями ревизионистского сионистского движения, которые были уволены из системы профсоюзной больничной кассы Клалит, тесно связанной с социалистическими сионистами. Первая поликлиника находилась в квартире доктора Яакова Виншеля в Тель-Авиве. На сегодняшний момент в Леумит более трёхсот отделений по всей стране.
- Больница Бейлинсон
- Медицинский центр Ихилов
- Больница Сорока
- Медицинский центр Хадасса

## Медицинское страхование
Согласно Закону о государственном медицинском страховании от 1994 года, каждый житель государства Израиль застрахован в одной из четырёх больничных касс. Финансирование здравоохранения в Израиле осуществляется посредством прогрессивного налога на здравоохранение, собираемого Службой Национального Страхования и государственного бюджета. Больничные кассы обязаны предоставлять своим членам перечень медицинских услуг, определяемых государством. К тому же любой гражданин Израиля имеет право раз в год менять больничную кассу по своему усмотрению и последние обязаны предоставлять ему свои услуги.
Помимо государственного страхования больничные кассы предоставляют дополнительные страховки на медицинские услуги, не включённые в государственный перечень.

## Трансплантация и пересадка органов в клиниках Израиля
Отделение трансплантации органов больницы «Бейлинсон» МЦ имени Рабина, возглавляемое профессором Эйтаном Мором. В Медицинском Центре имени Рабина на сегодняшний день совершено более 2200 пересадок почек, 300 пересадок печени и 30 пересадок поджелудочной железы. Из них 40 % были проведены в случае жизненной необходимости.

## Больницы

### Государственный сектор
В ведении министерства здравоохранения находятся 11 больниц общего профиля, 8 психиатрических больниц и 5 учреждений для хронических больных (центров гериатрии):
| - Медицинский центр имени Хаима Шиба - Медицинский центр имени Сураски - Медицинский центр имени Эдит Вольфсон - Больница Хиллель-Яффе - Медицинский центр Рамбам - Медицинский центр Бней-Цион - Больница Западной Галилеи - Медицинский центр Зив | - Больница Пория - Медицинский центр им. Барзилая - Медицинский центр Асаф Арофе - Иерусалимский центр психического здоровья - Психиатрический комплекс Шаар-Менаше - Психиатрическая больница «Мазра» - Психиатрическая больница Абарбанель - Гериатрический центр Шмуэль ха-Рофе |

### Сектор больничных касс

#### Клалит
У больничной кассы «Клалит» 14 больниц — больницы общего профиля, психиатрические и гериатрические больницы, медицинский центр для детей и реабилитационная больница:
| - Медицинский центр им. Ицхака Рабина - Медицинский центр им. Моше Сороки - Медицинский центр Меир - Больница Каплан - Медицинский центр ха-Эмек | - Медицинский центр Кармель - Психиатрическая больница Геа - Детский медицинский центр Шнайдер - Центр гериатрии «Бейт-Ривка» - Реабилитационная больница им. Левинштейна |

#### Меухедет
У больничной кассы «Меухедет» одна больница:
- Мисгав-Ладах

### Частный сектор
К частному сектору относятся больницы женской сионистской организации Хадасса, находящиеся в ведении некоммерческих организаций общественные больницы, частные больницы и миссионерские больницы.

#### Больницы организации Хадасса
- Больница Хадасса

#### Общественные больницы (некоммерческих организаций)
| - Медицинский центр Шаарей Цедек - Больница Бикур-Холим - Больница Ланиадо - Макассед | - Мааней ха-Йешуа - Бикур Холим - Больница Августа Виктория |

#### Частные больницы
| - Больница Ассута - Больница Элиша | - Мерказ рефуи Герцлия |

#### Миссионерские больницы
| - Итальянский госпиталь в Хайфе - Больница Сент Винсент в Назарете | - Больница Святого семейства в Назарете - Шотландская больница в Назарете |